# Hermann Allmers

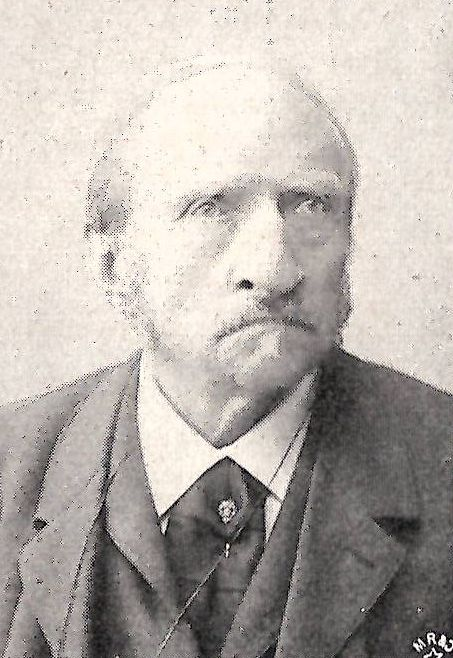
Hermann Allmers, um 1901

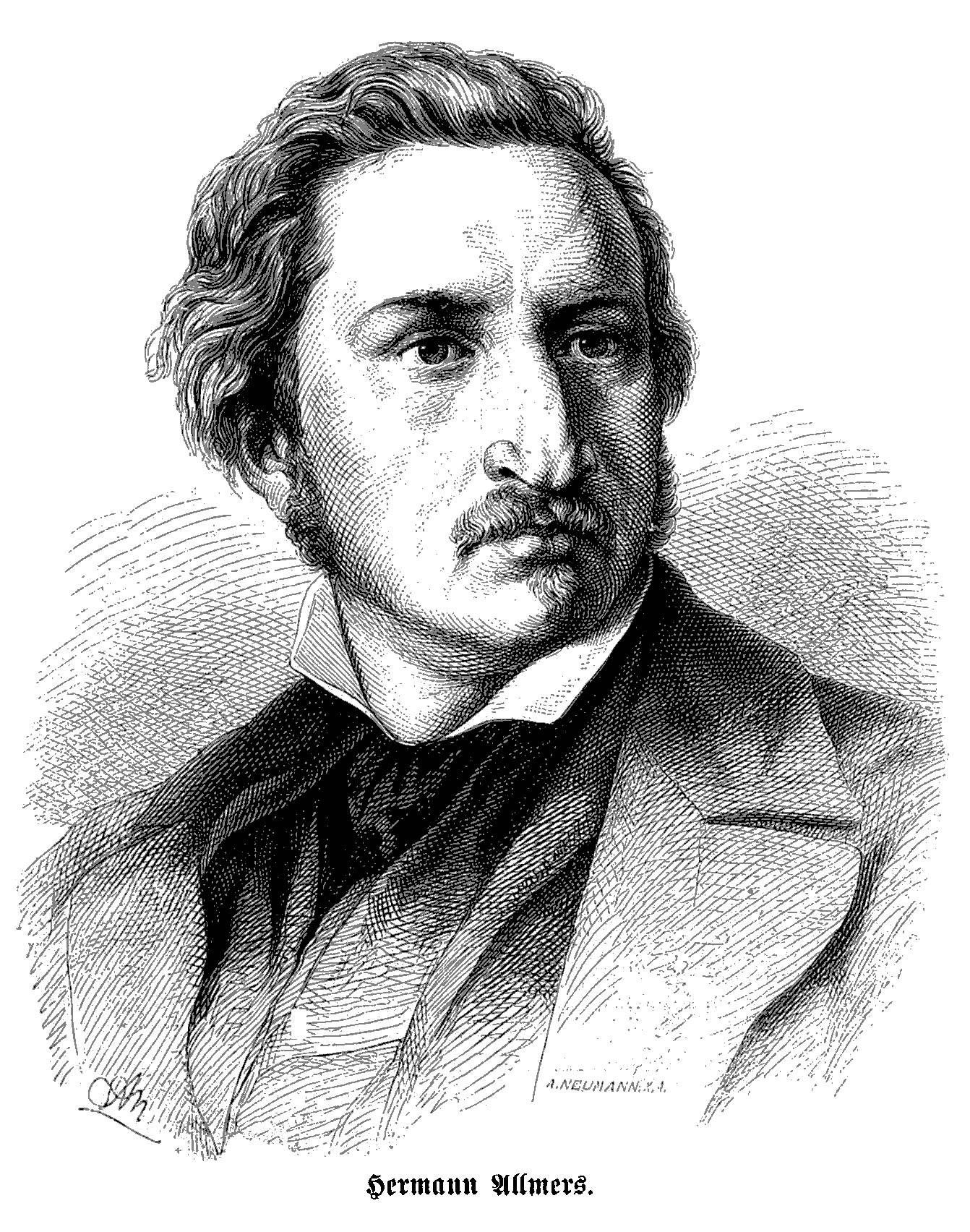
Hermann Allmers

Hermann Ludwig Allmers (* 11. Februar 1821 in Rechtenfleth; † 9. März 1902 ebenda) war ein deutscher Schriftsteller. Als „Marschendichter“ schrieb er vor allem über Kultur und Landschaft seiner nordwestdeutschen Heimat.

## Biografie

### Kindheit und Entwicklung
Allmers wuchs als einziges Kind wohlhabender Eltern auf. Sein Vater Wierich Allmers (19. November 1781–6. März 1848), der Vogt und Hausmann war, entstammte einer angesehenen Rechtenflether Familie, die über Generationen das Amt des Vogtes ausübten. Seine Mutter Sophie Dorotee Allmers, geb. Biedenweg (27. Oktober 1781–10. März 1855) war eine Pastorentochter aus Elmlohe. Allmers’ Eltern fühlten sich einem aufgeklärten Christentum verpflichtet. Wegen der schlechten Schulsituation in der Osterstader Marsch erhielt Allmers Unterricht durch Hauslehrer und war darüber hinaus auf autodidaktische Studien angewiesen. Der Junge interessierte sich zuerst für Naturkunde, insbesondere die tropische Botanik. Später weckten die Hauslehrer sein Interesse an der Antike und der Geschichte, insbesondere der Geschichte seiner Heimat. Der Vater ermöglichte dem Sohn mehrere Reisen durch Deutschland, die Alpen und Oberitalien, über die Allmers in Prosa und Lyrik mit großem Erfolg in Bremer Zeitungen berichtete. In den 1840er-Jahren wirkte Hermann Allmers vor allem auf dem Gebiet der Volksbildung (Gründung eines Gesangsvereins und einer Volksbibliothek), seine Motivation war dabei politisch (Allmers fühlte sich den Zielen des Vormärz verpflichtet). Nach dem Tod des Vaters 1849 übernahm er den elterlichen Hof.

### Prägende Begegnungen
Auf seinen Reisen lernte Allmers bekannte und ihn prägende Persönlichkeiten kennen. 1845 führte ihn eine erste Reise u. a. zu Friedrich Ludwig Jahn nach Freyburg (Unstrut). Bei einem längeren Aufenthalt in Berlin lernte er 1856 Carl Ritter, den Begründer der vergleichenden Geographie, und Franz Kugler kennen, mit dem Allmers wissenschaftlich-künstlerische Interessen teilte. Ritter ermunterte ihn zur Weiterarbeit an seinen Norddeutschen Vegetationsbildern, die dann 1858 als Marschenbuch veröffentlicht wurden.
Auf einer zweiten Alpenreise traf er 1856 in Zürich mit den Schriftstellern Adolf Stahr und Fanny Lewald zusammen. Am 6. Juni 1856 wurde er in die Freimaurerloge Zum Oelzweig in Bremen aufgenommen. 1858 erschien das Marschenbuch mit dem Untertitel Land- und Volksbilder aus den Marschen der Weser und Elbe, die erste geschlossene Darstellung einer deutschen Landschaft. Dieses Buch erregte die Aufmerksamkeit von Wilhelm Heinrich Riehl, dem Begründer der wissenschaftlichen Volkskunde, der den Autor in Rechtenfleth besuchte und ihn in die Königliche Tafelrunde einführte, der auch Emanuel Geibel angehörte.
Ebenfalls 1858 unternahm er seine wichtigste und längste Reise; sie führte ihn für 15 Monate nach Italien. Auf Ischia lernte er seinen lebenslangen Freund Ernst Haeckel kennen, mit dem er eine Woche lang über die Insel wanderte, nach Neapel fuhr, den Vesuv bestieg, Capri besuchte und intensiv wahrgenommene Naturerlebnisse teilte. In Rom versammelte er einen Kreis deutscher Künstler um sich, der sich täglich in einem Café an der Piazza Colonna traf und sich daher Colonna-Gesellschaft nannte. Allmers befreundete sich mit dem Hofprediger Johannes Kessler. Seine Eindrücke verarbeitete er in dem Buch Römische Schlendertage.
1882 gründete sich auf Initiative von Allmers der Verein der Männer vom Morgenstern, bestehend aus Landwirten und Honoratioren. Die erhaltene Friesenstube im Gasthof Schloß Morgenstern in Bremerhaven – Weddewarden steht deshalb seit 2005 unter Bremer Denkmalschutz.
Eine weitere wichtige Begegnung war ab 1894 seine enge Freundschaft mit dem von ihm als Wahlneffen titulierten Hans Müller-Brauel, der ihn 1895 auf seinen Reisen nach Süddeutschland begleitete. 1896 trennte er sich von Müller-Brauel, dem intrigantes Verhalten und „indiskreter Umgang mit Allmers’ Briefsammlung“ vorgeworfen wurde. 1897 publizierte Müller-Brauel seine biographischen Skizzen über Allmers: Der Marschdichter Hermann Allmers. Eine litterarisch-biographische Skizze.

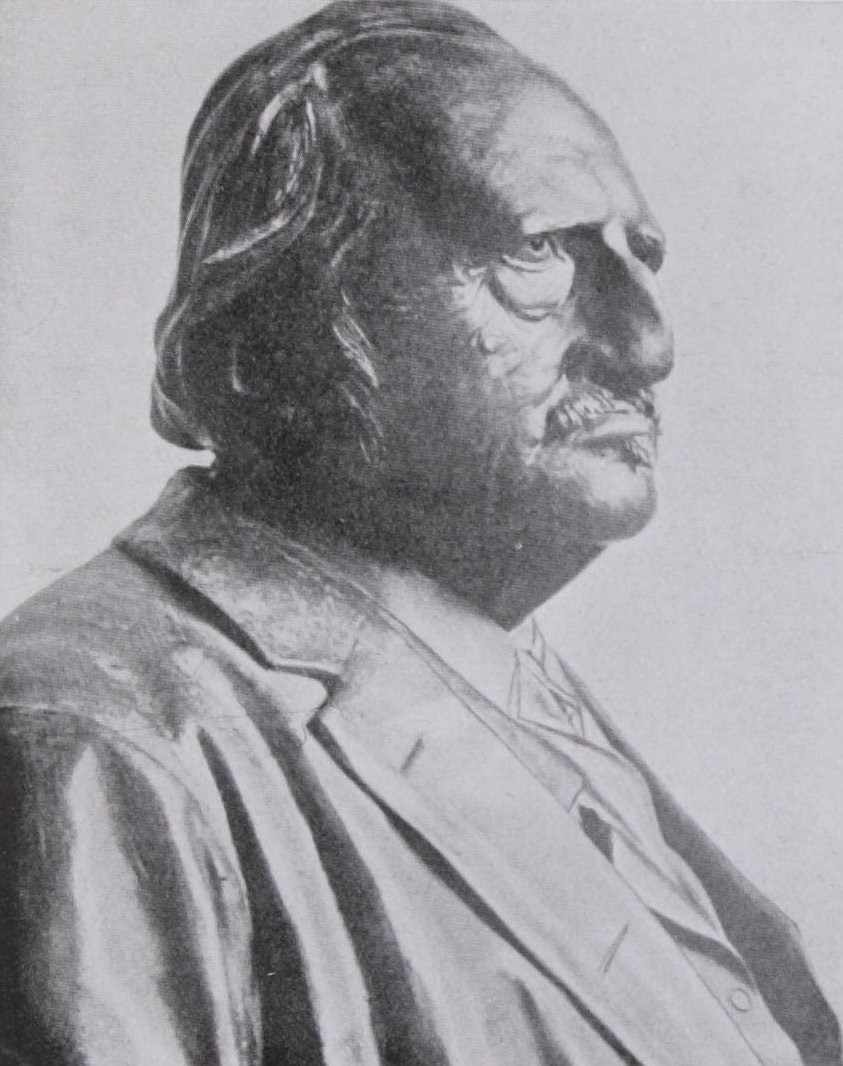
Hermann Allmers, Büste von Harro Magnussen

Zum Kreis der Allmers’schen „Wahlneffen“ zählten auch Harro Magnussen, Erwin Küsthardt und Walter Haeckel.

### Rechtenfleth

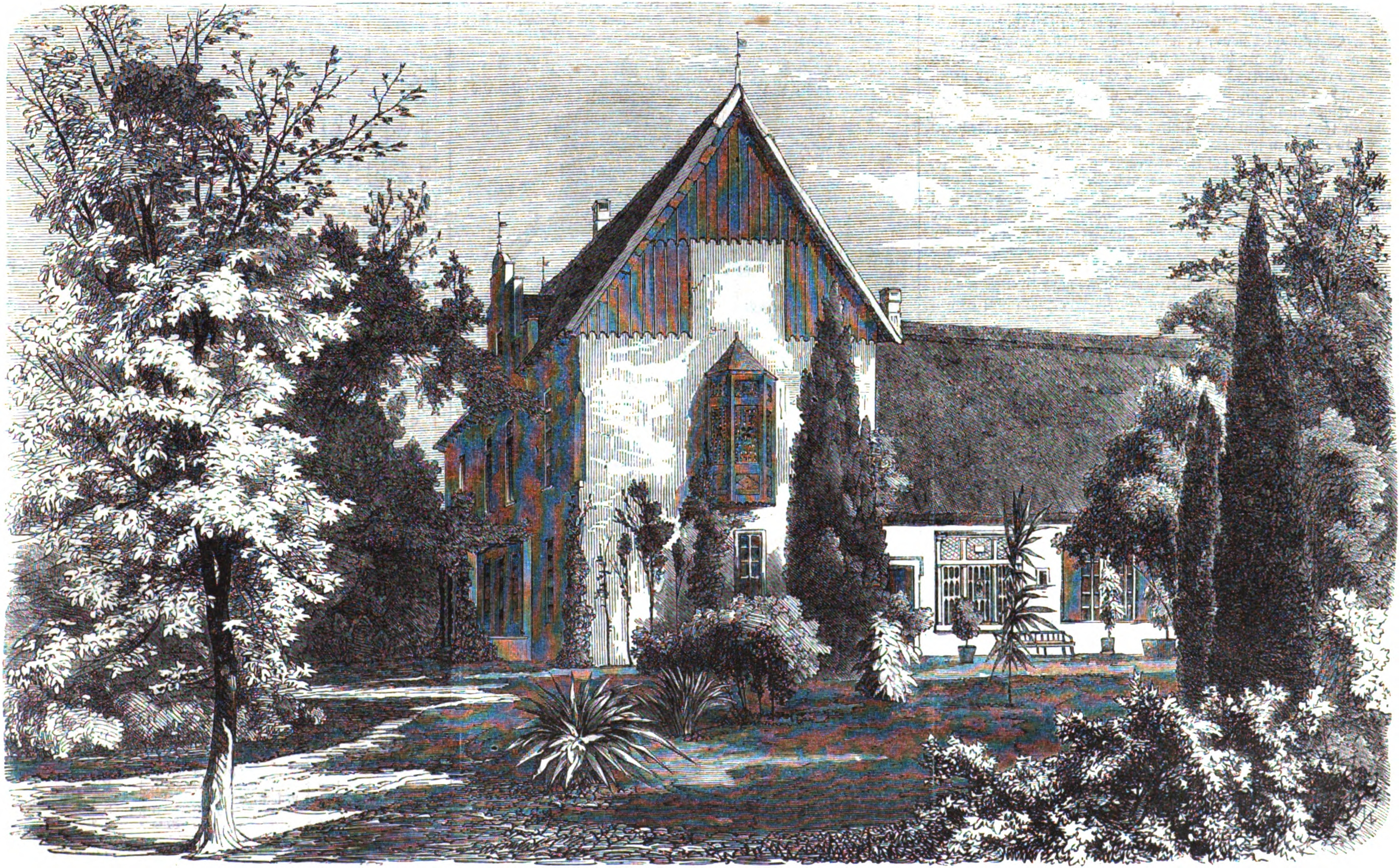
Allmers’ Haus in Rechtenfleth (1866)

Aus Italien heimgekehrt, ließ Allmers seit 1860 sein Haus (Allmers-Haus) und seinen Garten mit Hilfe seiner Künstlerfreunde neu gestalten. Der Wohnteil des Gehöfts wurde aufgestockt und mit einem Stufengiebel versehen. Den Fassadenschmuck besorgte der mit Allmers befreundete Bildhauer Diedrich Kropp. Im Inneren schuf Allmers – als Spiegel seiner Weltsicht und seines eigenen Schaffens – übereinander liegend ein römisches Zimmer und den sog. Marschensaal.
Während der von Arthur Fitger ausgemalte Antikensaal der Aufstellung von Abgüssen antiker Plastiken diente, ließ Allmers den darüber liegenden Saal von Heinrich von Dörnberg, Erwin Küsthardt (nach Vorlage Otto Knilles), Hugo Händler und Fitger mit Gemälden ausstatten. „Diese Bilder machen das Allmers-Haus zu einem Geschichtsschrein der Landschaften an der deutschen Nordseeküste. Mit dem Umbau seines Hauses verfolgte Allmers die Absicht, seiner Heimat einen künstlerisch-historischen Bildungsort zu schaffen; deshalb stand es schon zu seinen Lebzeiten jedermann frei, das Haus zu besichtigen.“
Als 1862 im Königreich Hannover ein lutherisch-orthodoxer Katechismus eingeführt werden sollte, setzte sich Allmers vehement für die Beibehaltung des bisher geltenden aufgeklärten Katechismus von 1790 ein und beteiligte sich 1863 als Synodaler an der Einführung einer lutherischen Landessynode, in der auch Laien vertreten sein sollten. Mit seiner Schrift Die Basilika als Vorbild protestantischen Kirchbaus beteiligte er sich an der öffentlichen Diskussion um den Bau neogotischer Kirchen. Seine religiösen Dichtungen unter dem Titel Fromm und Frei (1889) treten für eine undogmatische Auffassung des Christentums ein.
In Bremen initiierte und finanzierte Allmers 1864 die Anbringung eines Portraitmedaillons aus Bronze für Johann Gottfried Seume nach dem Entwurf des Künstlers Victor von Meyenburg (Einfassung aus hellgrauem Granit) am Arbeitshaus an der Straße Herrlichkeit, weil sich hier die Stelle befand, an der dem zum Militärdienst gepressten Seume mit Hilfe von Bremer Bürgern die Flucht gelungen war: Seume soll an dieser Stelle vom Schiff gesprungen sein.

Otto Modersohn, Fritz Overbeck, Hermann Allmers, Fritz Mackensen, Heinrich Vogeler, Carl Vinnen 1895

Hermann Allmers war regelmäßiger Gast beim Maler Georg Müller vom Siel in der Künstlerkolonie Dötlingen. Hier trafen sich unter anderem der Dichter Georg Ruseler, der Maler und Dichter Arthur Fitger, der Maler Ludwig Fischbeck, der Redakteur Wilhelm von Busch und die Grafikerin Marie Stein-Ranke. Auch zu den Malern in der Künstlerkolonie Worpswede hatte Hermann Allmers regelmäßigen Kontakt. Die Spuren dieser und anderer lebenslanger Freundschaften finden sich bis heute in Allmers’ Nachlass, der mehr als 11.000 Briefe umfasst. Der Kreis der Briefpartner ist breit gestreut, vom Nobelpreisträger bis zum Strafgefangenen.
Er war ein Freund und Förderer der Kunst und Kultur seiner Heimat. 1882 gründete er den Heimatbund der Männer vom Morgenstern und auf der westlichen Seite der Weser den Rüstringer Heimatbund (der Name weist auf den frühmittelalterlichen Gau Rüstringen hin, der eines der sieben friesischen Seelande war). Beide Vereine bestehen bis heute und haben jeweils etwa 1500 Mitglieder.
Eine familiäre Freundschaft verband ihn mit seinem Vetter Adolf Allmers (1839–1904) und dessen Sohn Robert Allmers (1872–1951), die in Varel/Friesland die fortschrittlich liberale Lokalzeitung Der Gemeinnützige herausgaben. Zwischen 1874, als Adolf Allmers den Verlag des Traditionsblattes übernahm, und dem Tod von Hermann Allmers berichtete der Gemeinnützige regelmäßig und ausführlich über die schriftstellerische Tätigkeit und über biografische Stationen ihres Verwandten aus Rechtenfleth.
Allmers und seine Eltern ruhen in einem bereits 1852 geschaffenen Gruftgewölbe auf dem Rechtenflether Friedhof unter einem aufgeschütteten baumumstandenen Hügel. Das Medaillon-Bildnis auf dem erratischen Gedenkstein wurde von dem Bildhauer Harro Magnussen geschaffen, von dem auch die Büste Allmers’ stammt, die sich in der Bremer Kunsthalle befindet.

## Ehrungen

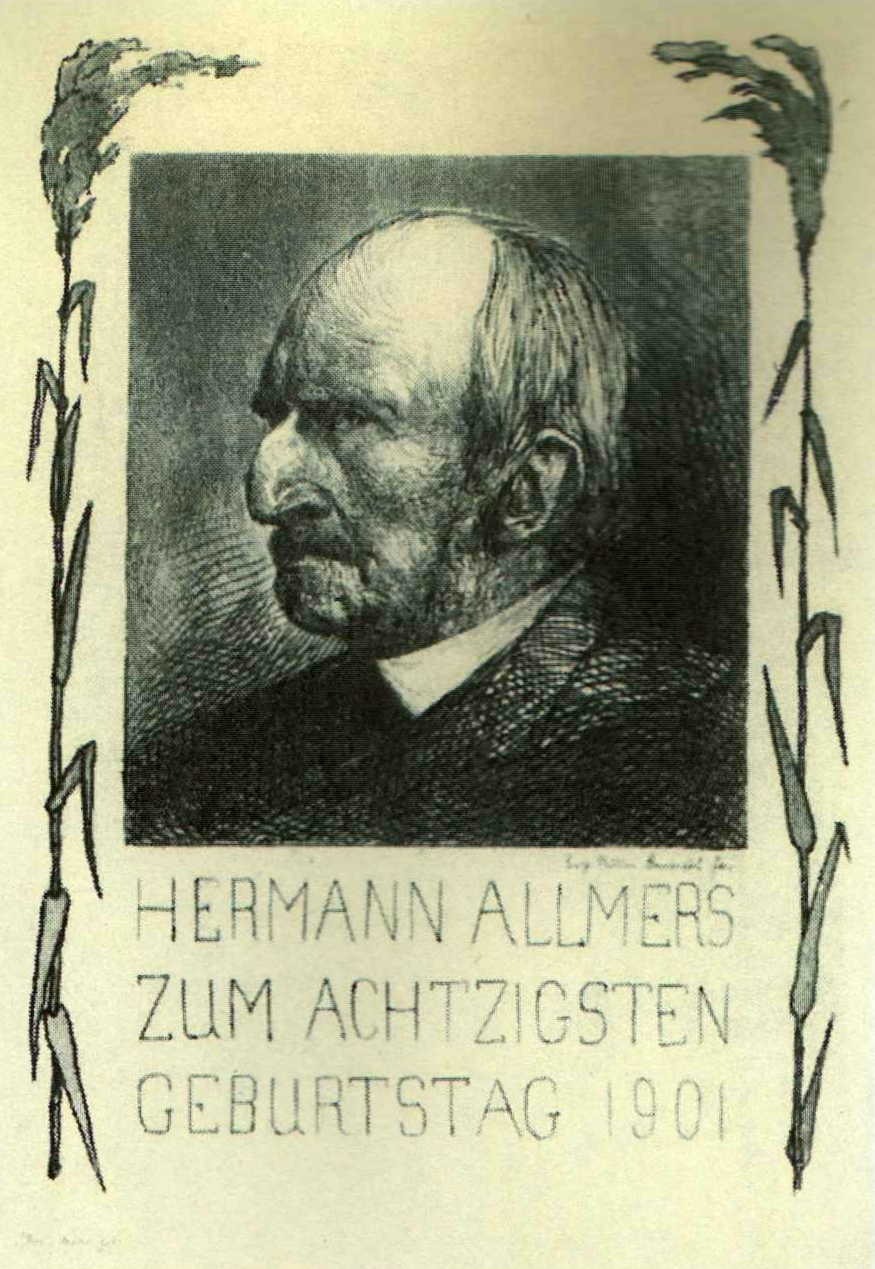
Georg Müller vom Siel: Hermann Allmers

- Dr. phil. h. c. der Ruprecht-Karls-Universität Heidelberg zum 80. Geburtstag
- Porträtgemälde von Franz von Lenbach
- Harro Magnussen schuf für die Bremer Kunsthalle eine Büste
- Hermann-Allmers-Preis zur Förderung besonderer Leistungen in der regionalen Heimatforschung, wird zweijährlich seit 1957 von Bremerhaven, Cuxhaven, dem Land Hadeln und dem Landkreis Cuxhaven verliehen
- Die Hermann-Allmers-Gesellschaft in Rechtenfleth kümmert sich um das Andenken, den Nachlass und die museale Nutzung des Allmers-Hauses
- Allmers-Schwimmen in der Unterweser

Nach ihm sind benannt (Auswahl):

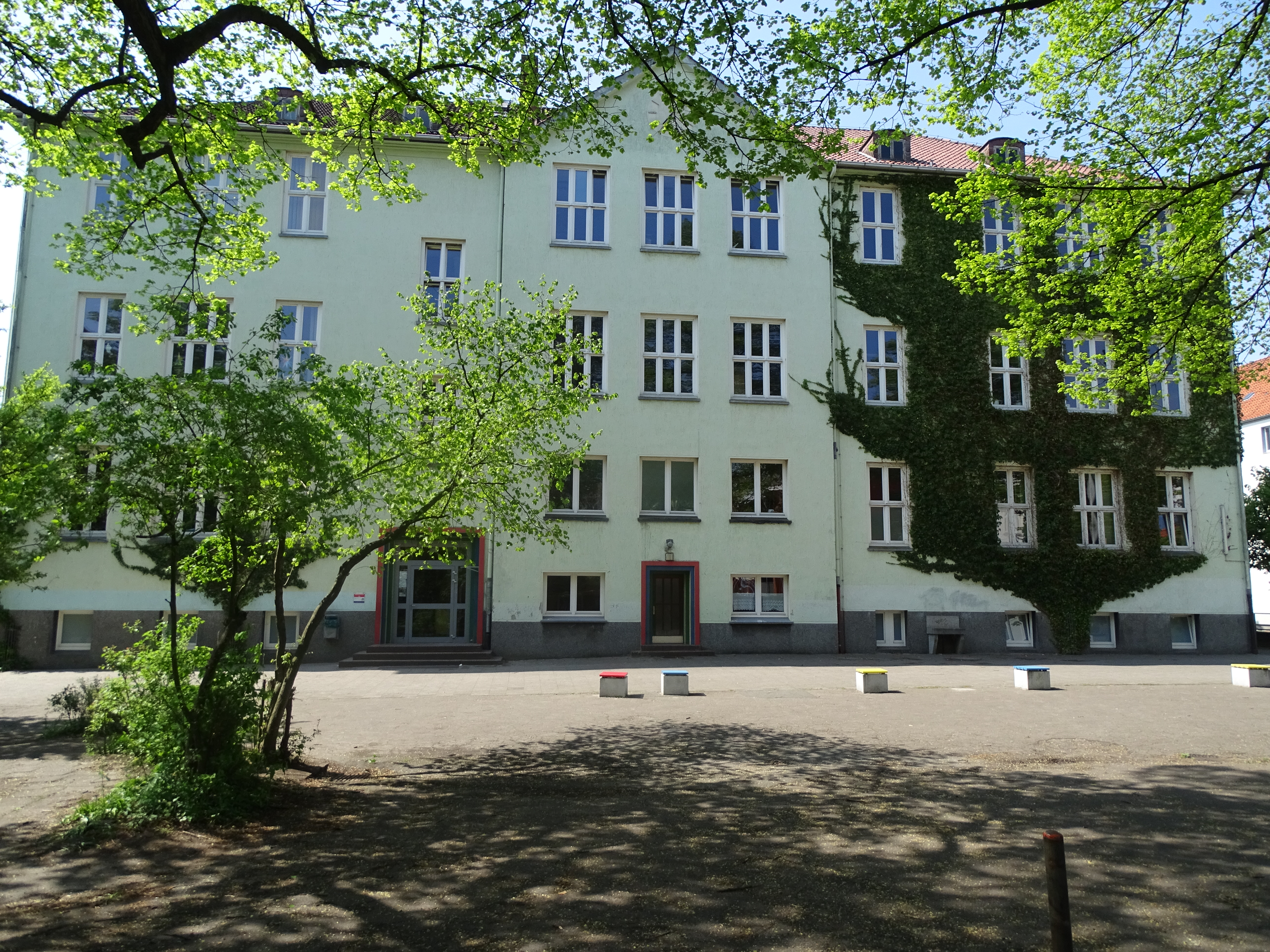
Allmersschule in Geestemünde

- die Hermann-Allmers-Halle in Cuxhaven
- der Hermann-Allmers-Platz in Nordenham
- die Allmersschule im Bremerhavener Stadtteil Geestemünde
- die Hermann-Allmers-Schule in Delmenhorst
- die Hermann-Allmers-Schule in Hagen im Bremischen
- die Allmersstraße im Bremerhavener Stadtteil Geestemünde
- die Hermann-Allmers-Straße in Bad Bederkesa
- die Hermann-Allmers-Straße in Barenburg (Emden)
- die Hermann-Allmers-Straße in Brake (Unterweser)
- die Hermann-Allmers-Straße in Butjadingen
- die Hermann-Allmers-Straße in Cloppenburg
- die Hermann-Allmers-Straße in Cuxhaven
- die Hermann-Allmers-Straße in Elsfleth
- die Hermann-Allmers-Straße in Hude (Oldenburg)
- der Allmersweg in Leer
- die Hermann-Allmers-Straße in Loxstedt
- die Hermann-Allmers-Straße in Otterndorf
- die Hermann-Allmers-Straße in Rechtenfleth
- die Hermann-Allmers-Straße im Bremer Stadtteil Schwachhausen
- die Hermann-Allmers-Straße in Stadland
- die Hermann-Allmers-Straße in Wardenburg
- die Hermann-Allmers-Straße in Wilstorf
- der Hermann-Allmers-Weg in Bad Zwischenahn
- der Hermann-Allmers-Weg in Delmenhorst
- der Hermann-Allmers-Weg in Ganderkesee
- der Hermann-Allmers-Weg in Oldenburg
- der Hermann-Allmers-Weg in Stuhr
- der Hermann-Allmers-Weg in Zeven
- die Allmersstraße im Bremer Stadtteil Blumenthal

## Werk

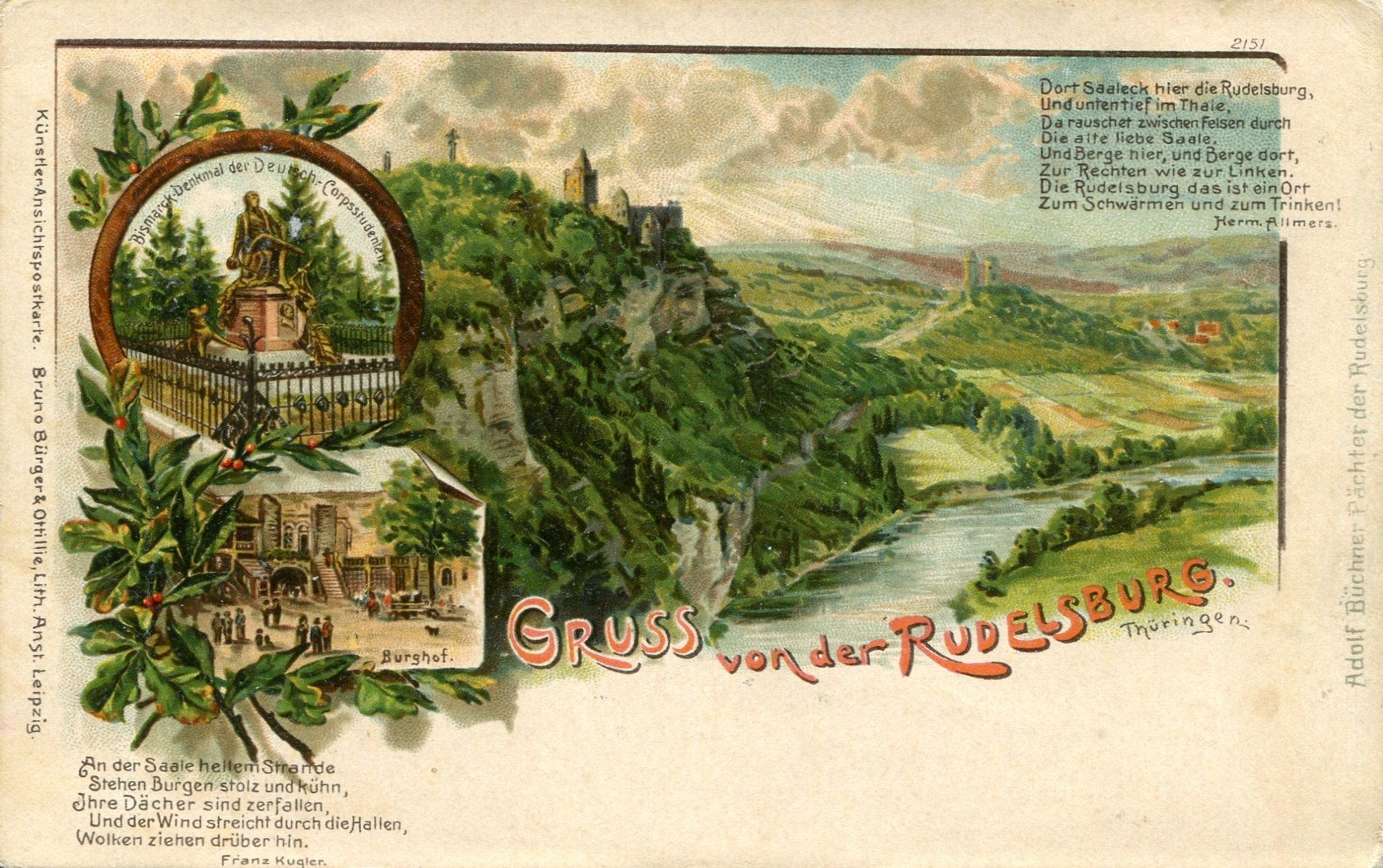
Ansichtskarte mit Zeilen von Hermann Allmers

Allmers war gegen Ende des 19. Jahrhunderts durch seine Lyrik und Prosa ein sehr bekannter Schriftsteller. Heute ist er außerhalb Nordwestdeutschlands weitgehend vergessen. „Die Literaturwissenschaft tut sich schwer mit der Generation von Schriftstellern, die Hermann Allmers schätzte und zu der er selber zählte. Wie ihre gleichaltrigen Kollegen auf dem Gebiet der bildenden Künste so fügen sich auch Emanuel Geibel, Friedrich Bodenstedt, Julius Grosse und Paul Heyse nicht dem wissenschaftlichen Fortschrittsparadigma und so werden ihre Werke heute häufig abgetan als formalistisch oder zu ihrer Zeit schon obsolet.“
Als wichtigste Prosawerke von Hermann Allmers gelten das Marschenbuch (1858) und die Römischen Schlendertage (1869), nach Johann Wolfgang von Goethes Italienischer Reise das meistverbreitete Italienbuch deutscher Sprache (in zwölf Auflagen erschienen).

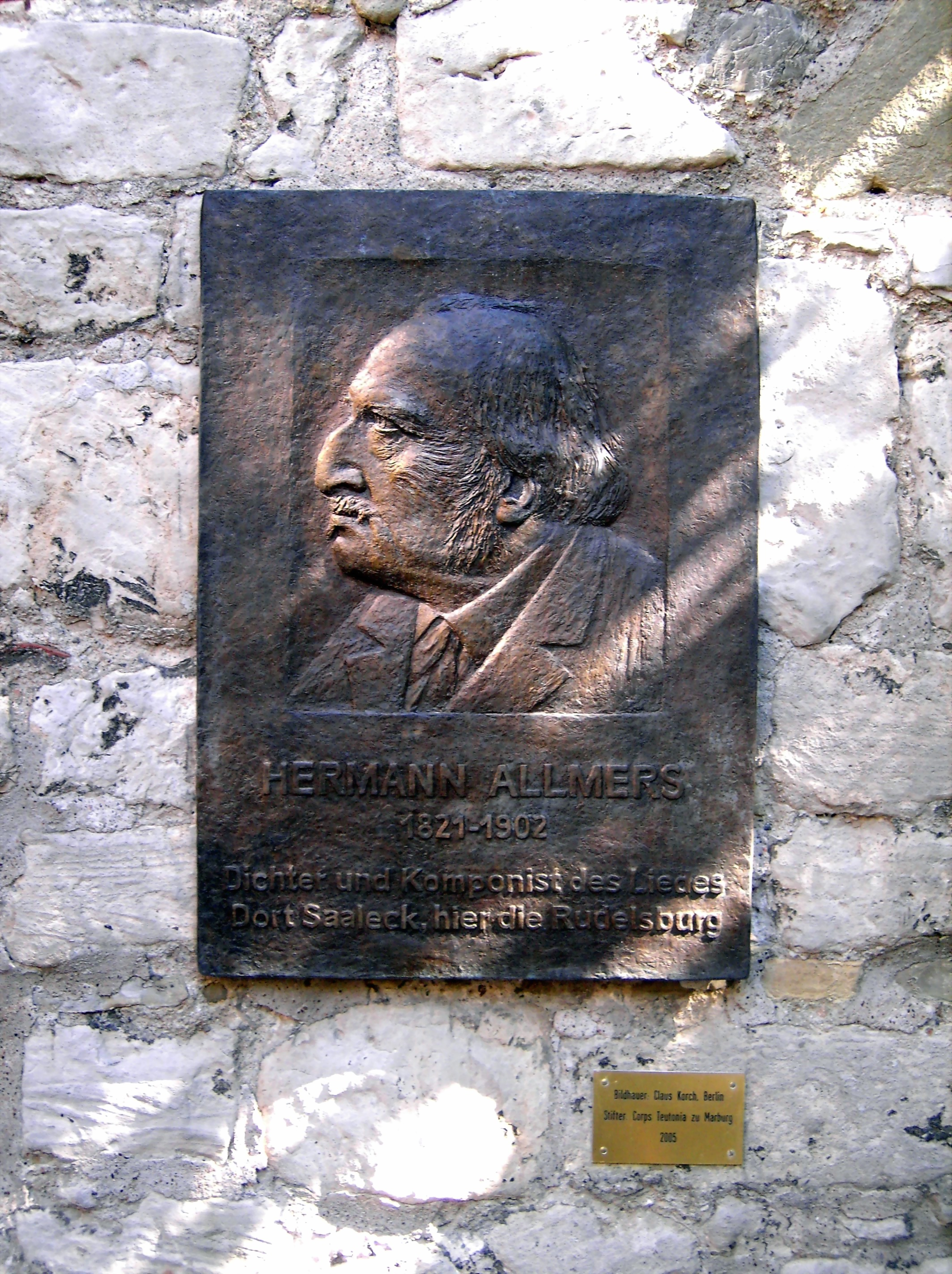
Gedenktafel auf der Rudelsburg

Allmers ist der Dichter und Komponist des bekannten Studentenlieds Dort Saaleck, hier die Rudelsburg (1846). Als er mit Studenten aus Jena und Halle (Saale) auf Wanderschaft war, inspirierte ihn die reizvolle Lage der Ruine auf einem Felsen über der Saale, die viele Studenten anlockte und die Burg zu einem beliebten Wanderziel machte. Das Lied wurde später zum Erkennungslied der Corpsstudenten, deren jährlicher Treffpunkt die Rudelsburg war und seit 1994 wieder ist.
Zahlreiche Gedichte von Hermann Allmers wurden vertont. Johannes Brahms komponierte zwei Lieder für eine Singstimme und Klavier nach Texten von Allmers: Feldeinsamkeit (op. 86 Nr. 2) und Spätherbst (op. 92 Nr. 2). Brahms’ Vertonung von Feldeinsamkeit zählt heute zu den bekanntesten deutschen Kunstliedern überhaupt.
Feldeinsamkeit
Ich ruhe still im hohen, grünen Gras

Und sende lange meinen Blick nach oben,

Von Grillen rings umschwirrt ohn’ Unterlaß,

Von Himmelsbläue wundersam umwoben.

Die schönen weißen Wolken ziehn dahin

Durch’s tiefe Blau, wie schöne stille Träume –

Mir ist, als ob ich längst gestorben bin,

Und ziehe selig mit durch ew’ge Räume.
Der in Oldenburg wirkende Brahms-Freund Albert Dietrich komponierte eine Bühnenmusik (op. 24) zu Hermann Allmers’ „Elektra. Drama in einem Akt“. Erfolgreich daraus war vor allem die Morgenhymne (Phöbos Apollon, seliger Gott) für Männerchor und Orchester.

## Werke (Auswahl)
- Sämtliche Werke. Sechs Bde. in vier Bdn., Oldenburg und Leipzig 1891–1896 (Schulzesche Hofbuchhandlung).[21]
- Bernd Ulrich Hucker (Hrsg.): Marschenbuch. Land- und Volksbilder aus den Marschen der Weser und Elbe. Faksimile-Ausgabe, ergänzt um die Abschnitte späterer Auflagen und ein Vorwort. Wenner Verlag, Osnabrück 1979, ISBN 3-87898-145-7 (Digitalisat der Erstausgabe von 1858 in der Google-Buchsuche – Erstausgabe: Hugo Scheube Verlag, Gotha  1858).
- Axel Behne u. Hans Gerhard Steimer, im Auftrag der Hermann-Allmers-Gesellschaft (Hrsg.): Briefwechsel. Bremer Ausgabe. 4 Bände (= Sonderveröffentlichungen des Heimatbundes der Männer vom Morgenstern, Neue Reihe, Bd. 8, 50, 51A u. 51B). Edition Temmen Verlag, Bremen 2010–2019.
  - 1: Briefwechsel mit bremischen Freunden. 2010, ISBN 978-3-8378-4022-3.
  - 2: Briefwechsel mit Freunden im Nordwesten. 2014, ISBN 978-3-8378-4032-2.
  - 3A u. 3B: Briefwechsel mit Freunden in der Ferne. 2017–2019, ISBN 3-8378-4051-4 u. ISBN 3-8378-4061-1.
- Dichtungen. Heyse Verlag, Bremen 1860, OCLC 31798651 (digitalisat).
- Römische Schlendertage. 2. Auflage. Schulze Verlag, Oldenburg 1870, OCLC 669781206 (Digitalisat der 2. Aufl. 1870 – Erstausgabe:  1868).
- Elektra. Drama in einem Akt. Schulze Verlag, Oldenburg 1872, OCLC 36385682 (Digitalisat).[22]
- Römischer Wandkalender deutscher Nation. 1884–1895.
- Fromm und frei. Eine Ostergabe in religiösen Dichtungen. Schulze Verlag, Oldenburg 1889, OCLC 671559030 (eingeschränkte Vorschau in der Google-Buchsuche).